# Vlajka Brjanské oblasti

Vlajka Brjanské oblasti
Poměr stran: 2:3

Vlajka Brjanské oblasti, jedné z oblastí Ruské federace, je tvořena tmavočerveným listem o poměru stran 2:3 s uprostřed umístěným znakem oblasti.
Tmavočervená barva listu odkazuje na odstín vlajek armády a partizánů v letech druhé světové války.

## Historie
Brjanská oblast byla vytvořena 5. července 1944. V sovětské éře oblast neužívala žádnou vlajku. 5. listopadu 1998 schválila oblastní duma zákon č. 47-Z „O symbolech Brjanské oblasti". Gubernátor oblasti Jurij Jevgeňjevič Lodkin zákon podepsal 20. listopadu 1998.

## Vlajky městských okruhu a rajónů Brjanské oblasti

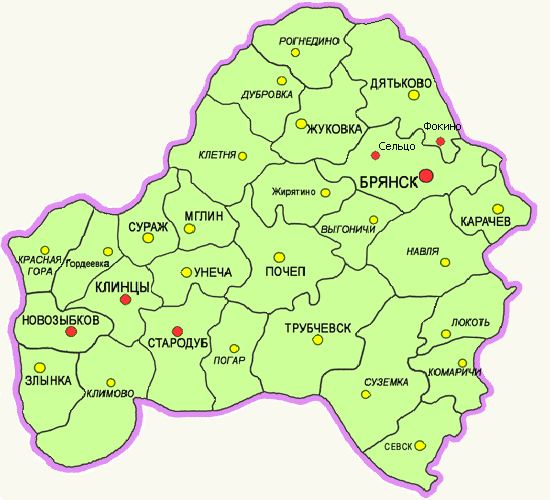
Členění Brjanské oblasti

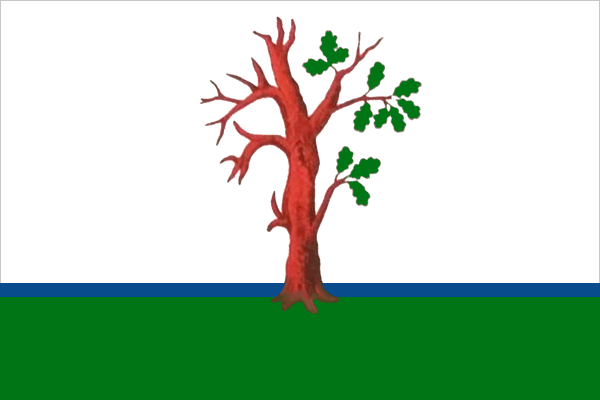
Starodub Poměr stran: 2:3

Od 7. srpna 2016 se Brjanská oblast člení na 5 městských okruhů, 2 obecní okruhy a 24 rajónů. Seznam vlajek subjektů není kompletní.
Městské okruhy

Brjansk Poměr stran: 2:3
Klincy Poměr stran: 2:3
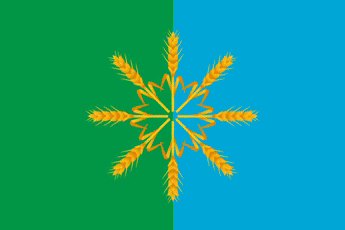
Novozybkov Poměr stran: 2:3
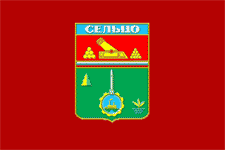
Selco Poměr stran: 2:3
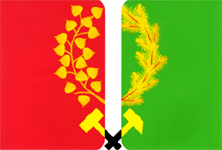
Fokino Poměr stran: 2:3

Obecní okruhy
- Starodub
Poměr stran: 2:3

Rajóny

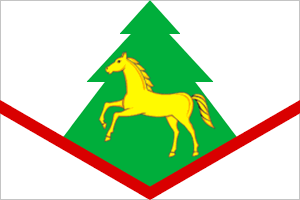
Brasovský rajón Poměr stran: 2:3
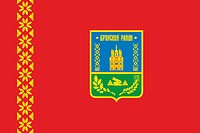
Brjanský rajón Poměr stran: 2:3
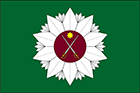
Djatkovský rajón Poměr stran: 2:3
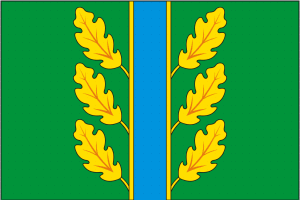
Dubrovský rajón Poměr stran: 2:3
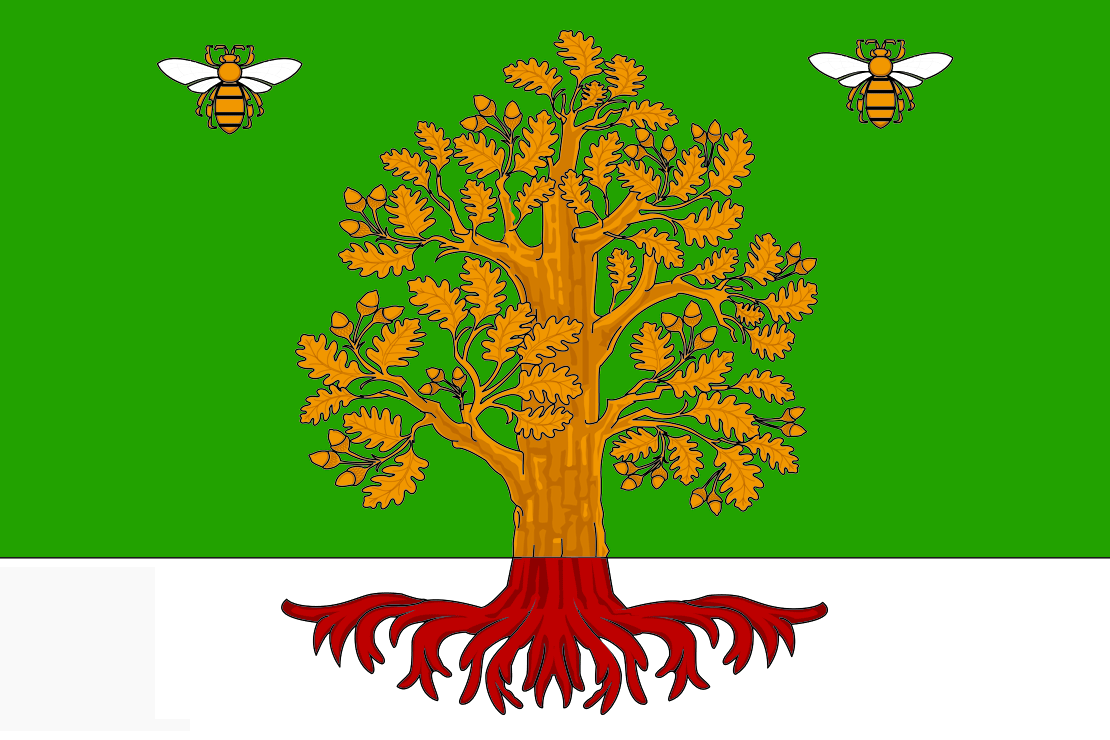
Gordějevský rajón Poměr stran: 2:3
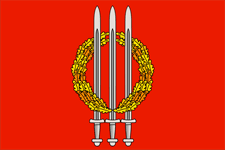
Klimovský rajón Poměr stran: 2:3
Klincovský rajón Poměr stran: 1:2
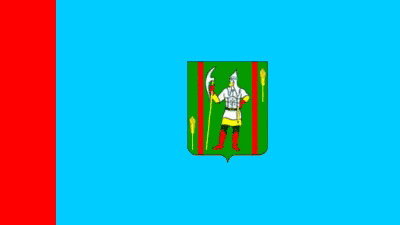
Komaričský rajón Poměr stran: ?
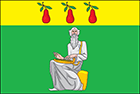
Trubčevský rajón Poměr stran: 2:3
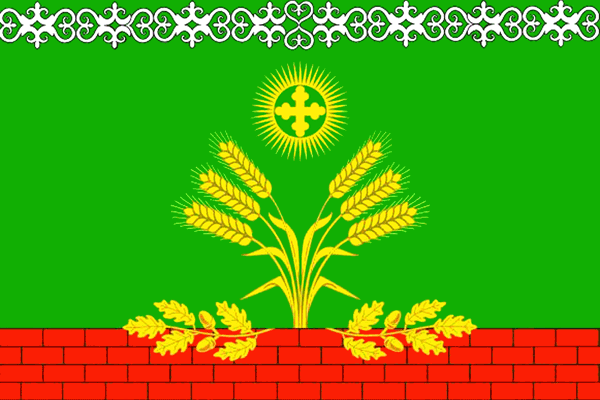
Zlynkovský rajón Poměr stran: 2:3